# Riksdagen 1786
Riksdagen 1786 ägde rum i Stockholm.
Ständerna sammankallades till den 1 maj 1786 och den avslutades den 23 juni samma år.

## Talmän och lantmarskalk
I adelsståndet: Johan Didrik Duwall
I prästeståndet: Biskop Uno von Troil
I borgarståndet: Carl Fredrik Ekerman
I bondeståndet: Nils Svensson i Håslöv

## Riksdagen
Riksdagen öppnades med Riksdagens högtidliga öppnande i Rikssalen på Stockholms slott av Gustav III, och den blev generellt ett nederlag för kungen. Den enda av hans propositioner som bifölls var den om Allmänna magasinsinrättningen, som var ett statligt program för att garantera mat till befolkningen i händelse av missväxt.
Ett flertal av kungens propositioner bifölls inte;
- Passevolansen som kungen hade börjat införa vid armén i Finland. Både adeln och bönderna röstade ner förslaget, vilket då förföll då endast prästerna och borgarna stödde det.
- Mildring av straff vid barnamord - kungen föreslog att dödsstraff inte skulle kunna utdömas. Dock avslog alla stånd propositionen.
- bränvinnsregalet - brännvinsregalet var djupt impopulärt och avskaffades, men kungens förslag om att riksdagen skulle ersätta förlusten av inkomsterna därav avslogs.

Ständerna hade även skickat in en hel del besvär som togs upp till behandling:
- Adeln anmärkte på att krigsbefälet inte hade blivit kallade till riksdagen. Det kom heller aldrig mer att kallas.
- Ständerna anhöll om att revideringarna 1774 av Tryckfrihetsförordningen skulle tas bort.

## Riksdagens avslutande
Riksdagen upplöstes den 23 juni 1786 av kungen på rikssalen. I sitt avslutningstal sade han:
| ” | Om endast Rikets nytta, Eder egen bergning warit orsaken til thetta Riks-Möte Jag nu i dag slutar, har Mit upförande under loppet af thenna Riksdag bordt wara Eder et öfwertygande wedermäle af Min kärlek för Fäderneslandet. Om farhogor, ogrundade til theras natur, oförtiente för then som gifwit Eder Friheten (som Eder nu hade samlat endast för Eder bergning) om thesse farhogor, thesse irrbloss upkommit och hotat störa then enighet som Jag i fiorton år med så mycken möda, så stor försakelse af alt Egit missnöje sökt bibehålla, har Jag ansedt them som the moln hwilka upkomma efter et långt lugn, men et ståndaktigt tolamod endast kan skingra; ty sanningens kraft werkar i längden och uplyser sluteligen tå man mäst sökt at then fördunkla. | „ |